# Heinerscheid
Heinerscheid (franska) (luxemburgiska: Hengescht lyssna (fil), tyska: Heinerscheid) är en ort i kantonen Clervaux i norra Luxemburg. Den ligger i kommunen Clervaux, cirka 54 kilometer norr om staden Luxemburg. Orten har 637 invånare (2022).
Orten tillhörde före den 5 december 2011 kommunen Heinerscheid, där den även var huvudort.